# Oreopanax humboldtianus
Oreopanax humboldtianus är en araliaväxtart som först beskrevs av Carl Ludwig Willdenow och Josef August Schultes, och fick sitt nu gällande namn av Joseph Decaisne och Jules Émile Planchon. Oreopanax humboldtianus ingår i släktet Oreopanax och familjen Araliaceae. Inga underarter finns listade.